# Trans-Pacific Partnership
Trans-Pacific Partnership eller TPP er en handelsaftale mellem 12 lande omkring Stillehavet: Canada, USA, Mexico, Peru, Chile, New Zealand, Australien, Brunei, Malaysia, Singapore, Vietnam og Japan. Aftalen blev underskrevet af 12 lande den 4. februar 2016 i Auckland, New Zealand efter 7 års forhandling. 
USA har ikke ratificeret aftalen og den 23. januar 2017 underskrev USA's præsident Donald Trump et dekret om at USA skal træde ud af aftalen.